# 法国开发署
法国开发署（法語：Agence française de développement）是法国致力于战胜贫困与可持续发展的公共金融机构。开发署在非洲、亚洲、中东、拉丁美洲、加勒比海和法国海外領土为人民提升生活质量与发展经济的计划提供资金支持。
2017年，开发署在发展中国家和新兴经济体尤其是法国海外属地投资了104亿欧元，比上一年增加了10%。开发署总共帮助了3600个计划的实现。
发展署总部设在巴黎，并在马赛及分布在全球110个国家和地区设有办公室。
2021 年 12 月，这家公共金融机构于 1941 年以 Caisse centrale de la France libre 的名义创建，在成立 80 年后的未来几个月内可能会再次更名。 或者正在反思的项目，其中还包括对其运营和发展政策的彻底改革，根据其主管雷米里奥克斯的说法，这“似乎与我们的经验不符”。